# Bernard Darniche
Bernard Darniche (ur. 28 marca 1942 roku w Cenon) – francuski kierowca wyścigowy i rajdowy.

## Kariera
Darniche rozpoczął karierę w międzynarodowych wyścigach samochodowych w 1968 roku od startów w dywizji 3 European Touring Car Championship, gdzie raz stanął na podium. Z dorobkiem czterech punktów uplasował się na dziewiętnastej pozycji w klasyfikacji generalnej. W późniejszych latach Francuz pojawiał się także w stawce 24-godzinnego wyścigu Le Mans, World Sportscar Championship, World Challenge for Endurance Drivers, French Touring Car Championship oraz World Championship for Drivers and Makes.
Darniche startował także w Rajdowych Mistrzostwach Świata WRC oraz w Rajdowych Mistrzostwach Europy. W ERC zdobył tytuły mistrzowskie w latach 1976–1977. W historii startów w WRC wygrał 115 odcinków specjalnych, a w klasyfikacji generalnej rajdów jedenastokrotnie stawał na podium. Ma w dorobku siedem zwycięstw: w Rajdzie Maroka 1973, Rajdzie Korsyki 1975, 1977–1979, 1981 oraz w Rajdzie Monte Carlo 1979.